# Гермиона (Софокл)
«Гермиона» (др.-греч. Ἑρμιόνη) — трагедия древнегреческого драматурга Софокла (V век до н. э.) на тему древнегреческих мифов, текст которой почти полностью утрачен.
Главная героиня пьесы — Гермиона, дочь царя Спарты Менелая и Елены. Менелай обещал её руку своему племяннику Оресту, но позже выдал дочь (или пообещал выдать) за Неоптолема. Последний был убит в Дельфах, и Гермиона вышла, наконец, за Ореста. От пьесы сохранился единственный фрагмент, по которому невозможно сделать какие-то выводы: «О вы, земли отечественной стогны!».
Известно, что этот же сюжет использовал Еврипид в своей трагедии «Гермиона». Позже римский драматург Пакувий создал латинскую переработку сюжета под тем же названием.